# Кавер, Брендон
Брендон Эшли Кавер (англ. Brandon Ashley Cover; род. 25 сентября 2003) — ямайский футболист, полузащитник клуба «Лестер Сити» и сборной Ямайки, выступающий на правах аренды за «Флитвуд Таун».

## Клубная карьера
Кавер — воспитанник клуба «Лестер Сити». 27 января 2024 года в поединке Кубка Англии против «Бирмингем Сити» Брендон дебютировал за основной состав клуба.

## Международная карьера
19 июня 2023 года в товарищеском матче против сборной Иордании Кавер дебютировал за сборную Ямайки.